# イロワケイルカ属
イロワケイルカ属 (Cephalorhynchus) は、クジラ目ハクジラ亜目マイルカ科の属の一つ。セッパリイルカ属とも呼ばれる。イロワケイルカ属は4種1亜種で構成される。
イロワケイルカ属に属するイルカは小型で、最も大きいコシャチイルカでも180cm程度に過ぎない。セッパリイルカは140cmとイロワケイルカ属の中でも一番小さく、クジラ目全体でも最小の部類である。
学名の Cephalorhynchus は、ギリシャ語で「頭」を意味する kephale と「嘴」を意味する rhynchos に由来する。
Pichler et al. (2001)によれば、イロワケイルカ属は全て南アフリカの単一種に由来するものであり、コシャチイルカを基底の種とする。また、May-Collado & Agnarsson (2006)によれば、カマイルカ属のうちダンダラカマイルカとミナミカマイルカはコシャチイルカと近縁（イロワケイルカ属の他の種よりも）で、さらにカマイルカ属はイロワケイルカ属を内包する側系統である。

## 分類
イロワケイルカ属（セッパリイルカ属） Cephalorhynchus
- イロワケイルカ（パンダイルカ） Commerson's Dolphin, Cephalorhyncus commersonii
- ハラジロイルカ Chilean Dolphin, Cephalorhyncus eutropia
- コシャチイルカ Heaviside's Dolphin, Cephalorhyncus heavisidii
- セッパリイルカ Hector's Dolphin, Cephalorhyncus hectori
  - Maui's Dolphin Cephalorhynchus hectori maui

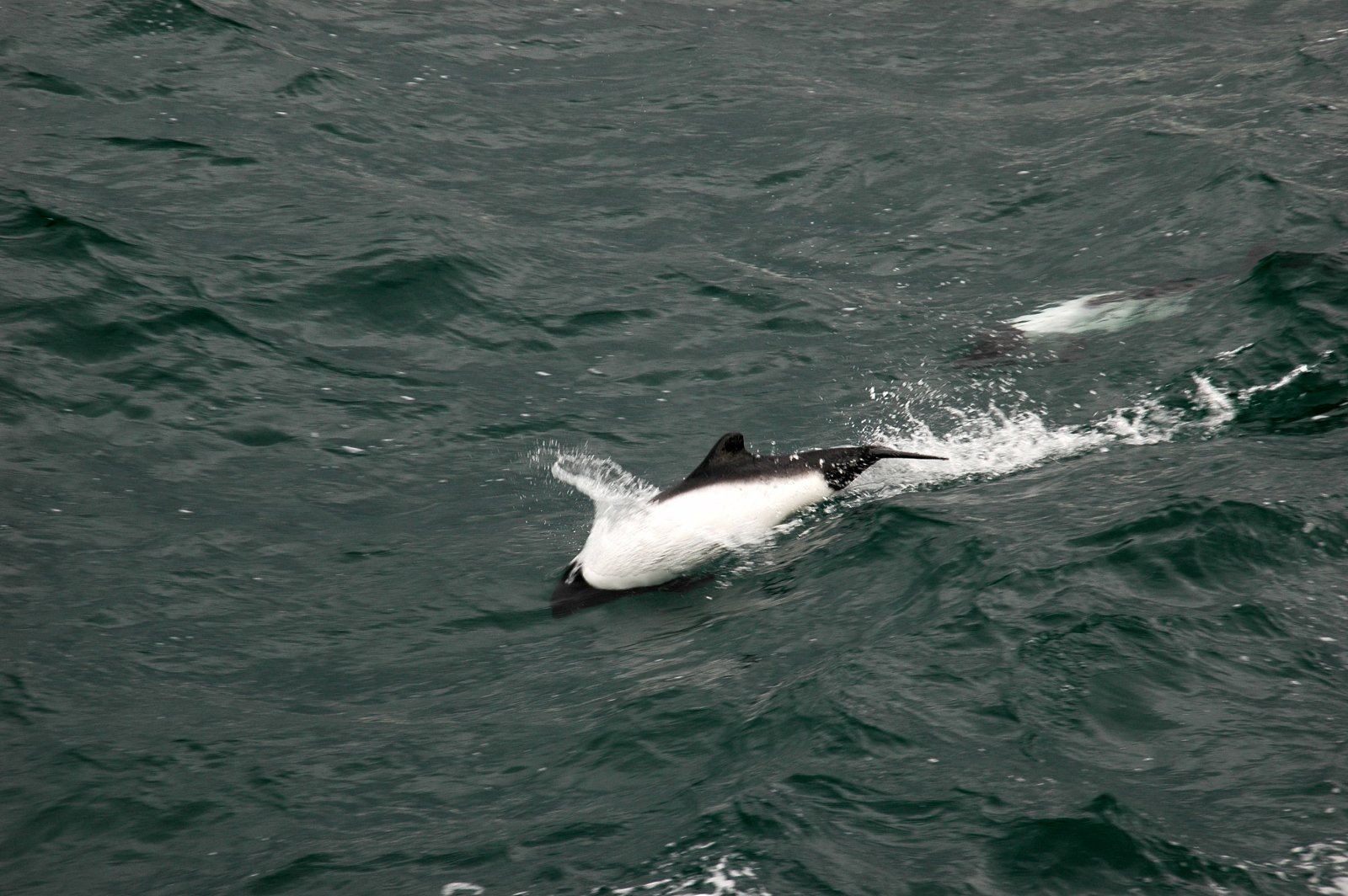
イロワケイルカ
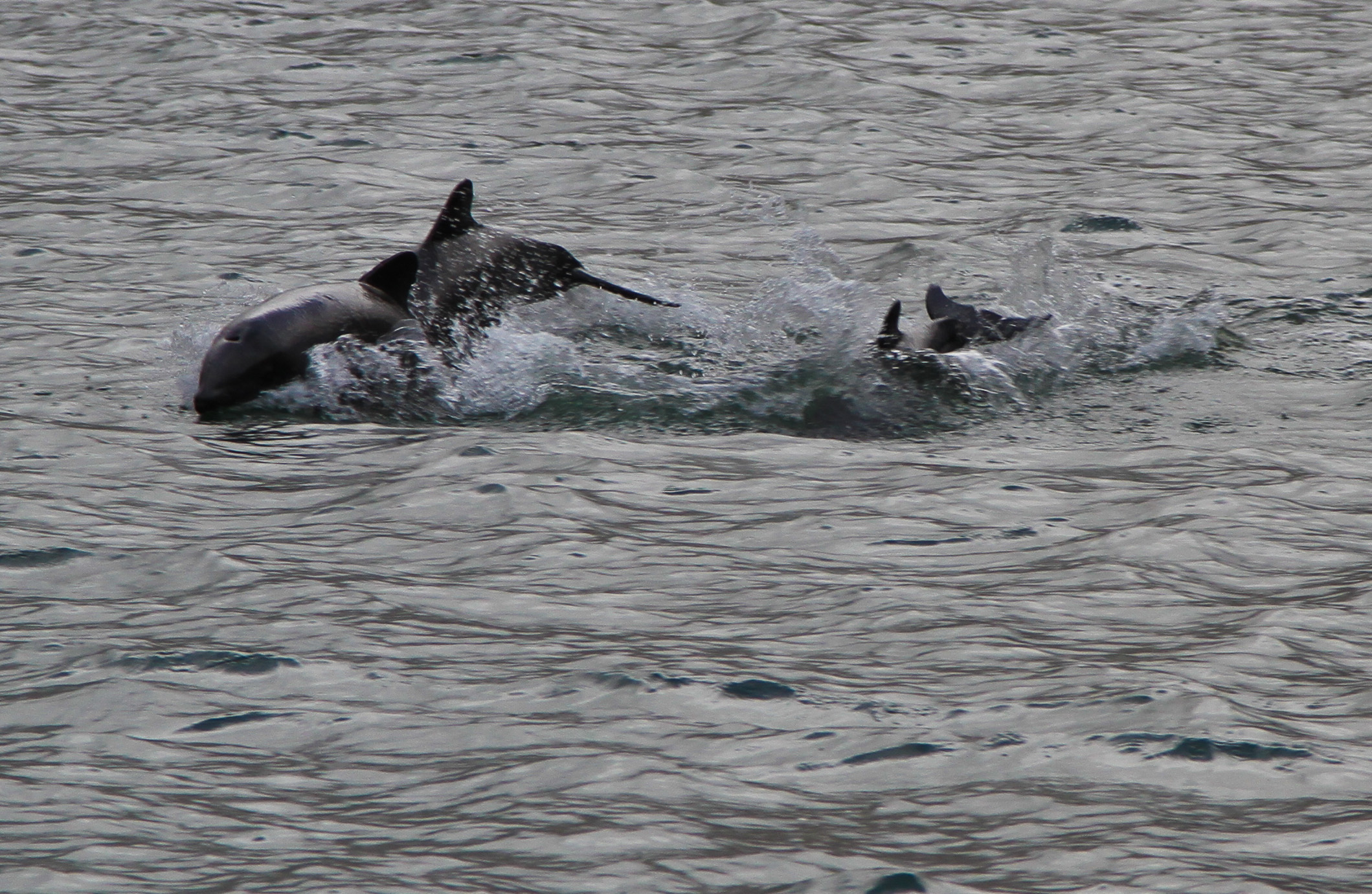
ハラジロイルカ
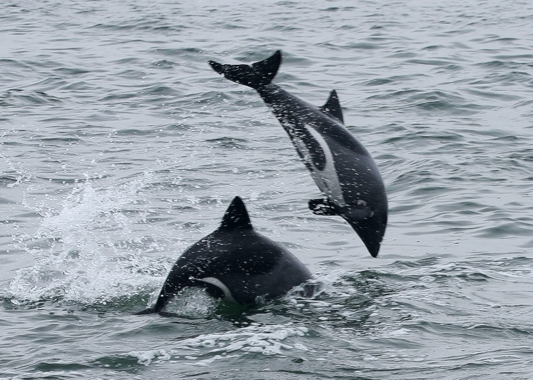
コシャチイルカ
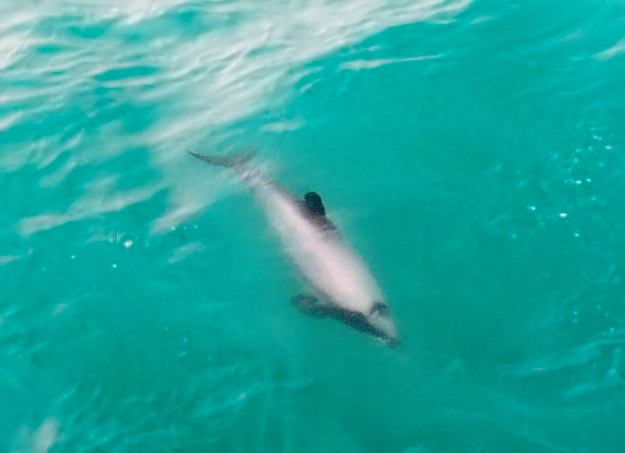
セッパリイルカ